# Аванті!
Аванті! (італ. Avanti! — «Вперед!») — щоденна газета, орган ЦК Італійської соціалістичної партії. Заснована у 1896 році. 1914-1918 виступала проти імперіалістичної війни, вітала перемогу Жовтневої революції. У період фашистської диктатури в Італії «Аванті!» видавалася за кордоном з 1926 по 1943 рік. З червня 1944 року знову виходить в Італії.